# Черняков (село)
Черняков (укр. Черняків) — село, Резниковский сельский совет,
Волчанский район, Харьковская область, Украина.
Код КОАТУУ — 6321686809. Население по переписи 2001 года составляет 18 (7/11 м/ж) человек.

## Географическое положение
Село Черняков находится в 3-х км от границы с Россией, в начале балки Бударский Яр, примыкает к селу Лошаково, по селу протекает несколько пересыхающих ручьев на которых сделаны запруды.

## История
- 1690 — дата основания.